# 水入り
水入り（みずいり）とは、大相撲（十両以上の取組）において、長時間の取組（いわゆる大相撲）になり、疲労などのために取組に進捗が見られない状態になった際、行司が審判委員の同意によって取組を一時中断することである。水入りの「水」とは休憩中につける力水のことであり、水入りになることを「水が入る」ともいう。

## 概要
水入りは審判規則第12条に規定されている。
大相撲では、重い体重を生かし、自重もろとも対戦相手に突進し体勢を有利に展開する戦法が非常に効果的だが、その重い体重を急激に動かすには、瞬発力が必須である。長時間にわたる取組で筋が疲労し、瞬発力が十分に発揮できなくなると、双方が力を十分に出し切れない状況に陥ることがある。4分を超えたあたりから（攻防が激しく、両者の疲労が大きいと判断された場合はこの限りではない）、赤房下の計時係審判が経過時間を見て、膠着状態になったとき正面の審判長に合図を送り、審判長（あるいは審判委員）が手を挙げて、行司の判断により両者の背中を叩いて中断させる。なお、過去には2分30秒を越えた程度で水入りとなった時代もあり、当時は水入りが頻発していた。
取組を中断させる際には、行司は、双方の足の位置、組み方などをよく観察した上で、両力士を土俵から下ろし短時間の休憩を促す。水入りの間中、行司は土俵上で双方が組み合っていた場所を離れず、足の位置を注視して記憶していることが多い。他にも足の位置に砂を盛る、線や塩で跡をつけるなど、行司それぞれの工夫が見られることもある。再開時にはそれらを入念に水入り前と同じにしたあと、行司の「いいか、いいか」の合図により取組再開となる。両力士や審判委員は、水入り前の状態が再現されているかどうかについて、行司に異議を唱えることができる。ビデオ判定導入後はビデオ室の意見も参考にするようになった。
取り組みが再開した後は、すぐに勝負が決する場合もあるが、疲労のため再度長時間の相撲となることがある。2度目の水入りとなった場合は審判委員の協議の上、後の取組を挟んで取り直しとなる。有名な例としては1978年（昭和53年）3月場所7日目の大関旭國 - 前頭4枚目魁傑戦（掬い投げで魁傑の勝ち）、2001年（平成13年）5月場所6日目の大関武双山 - 小結琴光喜戦（寄り切りで琴光喜の勝ち）がある。それでも水が入る場合には、引き分けとする。引分は幕内では1974年（昭和49年）9月場所11日目の前頭6枚目二子岳 - 同10枚目三重ノ海戦で水入りの後、二番後取り直しとなったが決着がつかず引き分けとなり、これ以降出ていない。
幕下以下の取組は水入りは無く、取組が長引いたときには、その取組の2番後に取り直すことになっている。幕下以下の2番後取り直しは年に数番程度は発生する。
所要時間の長さでは、1951年（昭和26年）9月場所14日目、前頭11枚目大起 - 同10枚目二瀬山戦（寄り切りで大起の勝ち）は2番後取り直しの相撲でも水入りとなり、合計32分（当時の割の空白欄に「32分」の記載が確認されている）。この記録が最長である。昭和以降で正味20分以上かかった取組は、1931年5月場所8日目の関脇天竜 - 大関能代潟戦、1932年5月場所5日目の大関能代潟 - 関脇沖ツ海戦、1952年5月場所11日目の前頭9枚目大起 - 同16枚目潮錦戦がある。このうち天竜 - 能代潟戦は水入り後も決着がつかず、2日後に再戦（天竜の勝ち）した。
照ノ富士 - 逸ノ城戦は、2015年1月場所で水入りになった後、翌3月場所でも水入り（照ノ富士の勝ち）となった。同じ対戦で2場所連続水入りとなるのは、1955年（昭和30年）1月場所と3月場所に若ノ花 - 出羽錦戦が2場所連続で引き分けて以来60年ぶりで、平成以降では初となった。
2023年九州場所では平成以降初の同場所2回目の水入りとなった。
- 7日目：北青鵬－翠富士　行司木村寿之介(翌場所から三役格行司)
- 11日目：水戸龍－志摩ノ海(十両での取り組み)　行司木村隆男

また7日目の水入り時寿之介は目印に塩を使い、その行為を真似して隆男も塩で目印をつけた。
現在、戦後で最多の水入りを経験したのは、琴ノ若の4度である。

## 平成以降水入りが行われた取組
1980年（昭和55年）1月場所14日目の横綱北の湖 - 同2代若乃花以来、およそ14年間、水入りがなかった。
- 太字が勝者。
- 四股名は当時のもの。
- 地位は特記しないものは幕内での対戦。

| 年・場所               | 東方力士         | 西方力士        | 水入り   | 合計タイム |
| ---------------------- | ---------------- | --------------- | -------- | ---------- |
| 1994年（平成6年）9月   | 武蔵丸           | 琴の若          | 4分28秒4 | 4分36秒    |
| 1995年（平成7年）1月   | 貴闘力           | 小錦            | 4分22秒2 | 5分11秒8   |
| 1995年（平成7年）7月   | 琴別府           | 浪乃花          | 5分34秒  | 8分03秒7   |
| 1996年（平成8年）5月   | 千代の若（十両） | 出羽嵐（幕下）  | 不明     | 不明       |
| 1999年（平成11年）11月 | 北桜（十両）     | 琴光喜（十両）  | 不明     | 不明       |
| 2001年（平成13年）3月  | 貴闘力           | 琴ノ若          | 4分20秒  | 8分28秒    |
| 2001年（平成13年）5月  | 琴光喜           | 武双山          | 5分14秒6 | 9分18秒3※  |
| 2002年（平成14年）3月  | 旭鷲山           | 琴ノ若          | 4分42秒  | 4分46秒    |
| 2003年（平成15年）1月  | 琴龍             | 旭鷲山          | 4分04秒  | 4分09秒7   |
| 2004年（平成16年）1月  | 朝赤龍           | 追風海          | 4分21秒  | 7分18秒6   |
| 2004年（平成16年）3月  | 高見盛           | 琴ノ若          | 4分12秒  | 4分34秒    |
| 2004年（平成16年）11月 | 朝赤龍           | 時天空          | 4分15秒  | 6分08秒    |
| 2005年（平成17年）9月  | 安馬             | 時天空          | 4分06秒  | 6分42秒0   |
| 2005年（平成17年）11月 | 隆乃若           | 豊ノ島          | 4分27秒  | 4分32秒6   |
| 2009年（平成21年）5月  | 時天空           | 阿覧            | 3分50秒  | 4分11秒9   |
| 2015年（平成27年）1月  | 照ノ富士         | 逸ノ城          | 3分17秒  | 4分46秒    |
| 2015年（平成27年）3月  | 照ノ富士         | 逸ノ城          | 3分30秒  | 3分54秒    |
| 2023年（令和5年）11月  | 北青鵬           | 翠富士          | 4分17秒  | 6分40秒    |
| 2023年（令和5年）11月  | 志摩ノ海（十両） | 水戸龍 （十両） | 4分37秒  | 5分57秒    |

※2度目の水入り（再開4分03秒7）後、一番後取り直し。合計9分46秒2（琴光喜の勝ち）